# Frontlader (Traktor)

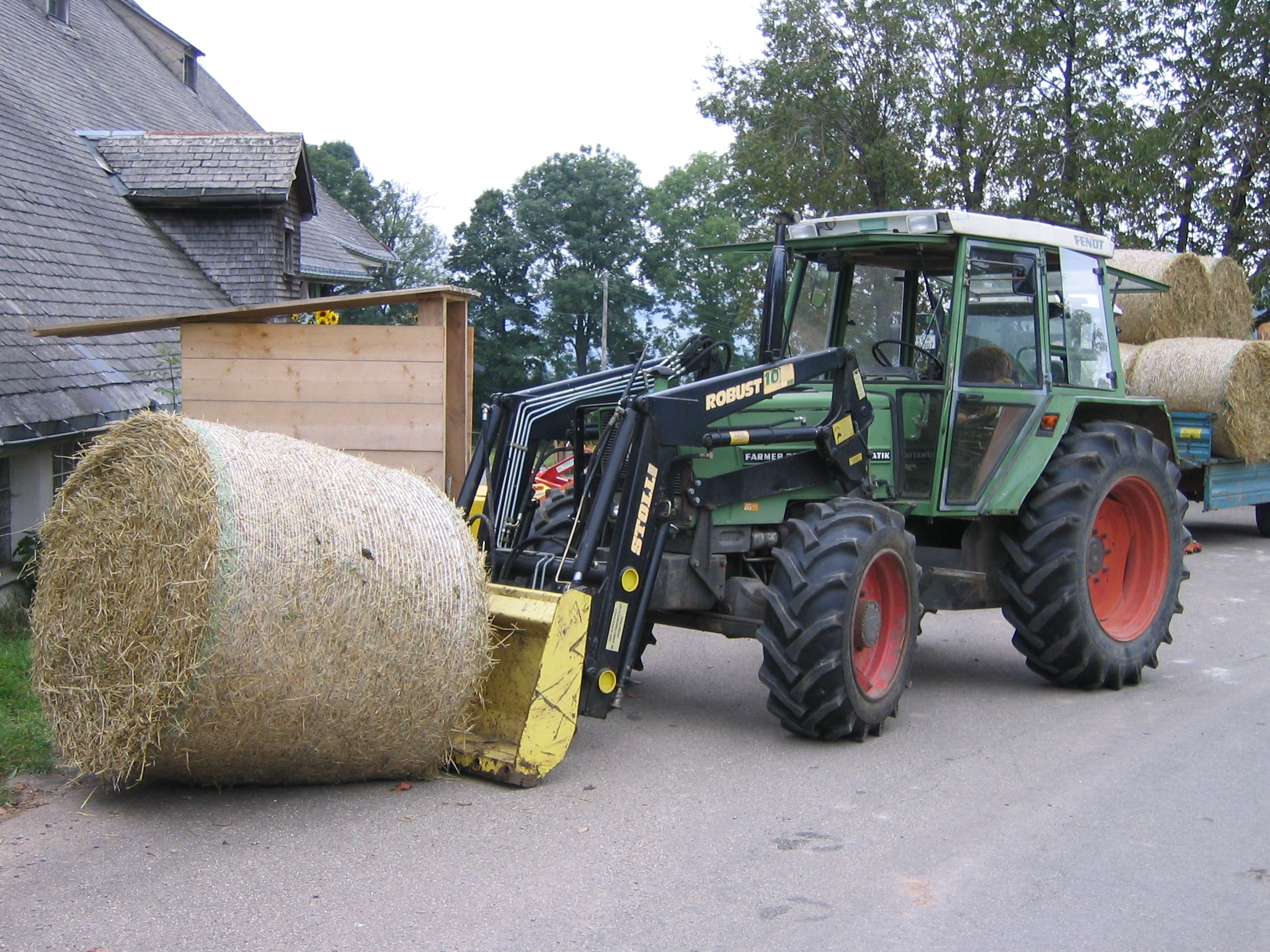
Stoll-Industriefrontlader an einem Fendt-Traktor

Unter einem Frontlader versteht man eine Hubeinrichtung, die an einen Traktor montiert werden kann. Hauptkomponente ist der Hubrahmen, genannt Schwinge, der hydraulisch angehoben und gesenkt werden kann. 
Frontlader werden in der Landwirtschaft oder im kommunalen Bereich, zum Heben und Bewegen von Lasten (Heu- und Strohballen, Mist …) eingesetzt. Ein Traktor mit angebautem Frontlader erfüllt im Prinzip die Funktion eines Radladers.

## Bedienung
Ältere Frontlader werden über separate Hebel für jede Funktion bedient, also ein Hebel zum Heben und Senken, einer zum Füllen und Leeren der Schaufel und einer für eventuelle Zusatzfunktionen. Dies erforderte ein häufiges Umgreifen während der Arbeit. Moderne Frontlader verfügen über eine Steuerung per Joystick oder Kreuzhebel, wobei die Bewegung nach hinten und vorn die Schwinge des Frontladers hebt und senkt und die Bewegung zur Seite die Schaufel verkippt. Weitere Druck- und Kippschalter steuern die zusätzlichen Funktionen. Dadurch sind bis zu drei Bewegungen, zum Beispiel Einkippen der Schaufel, Heben der Schwinge und Schließen des Mistgreifers gleichzeitig ausführbar.

## Funktionen

### Heben und Senken
Das Heben erfolgt über die traktoreigene Hydraulikpumpe, indem Öl in zwei Hubzylinder gepumpt wird. Beim Senken wird das Öl meist durch die Schwerkraft wieder aus dem Zylinder verdrängt. Bei Modellen mit doppelt wirkenden Hubzylindern erfolgt auch das Senken mit hydraulischem Druck. Diese können das Gewicht des Schleppers auf das Werkzeug übertragen und die Vorderachse in die Luft heben.
Ein Gasdämpfer im Hydraulikkreis der Hubzylinder kann die mechanische Störung der Schwinge durch Bodenunebenheiten dämpfen.

### Bewegung des Werkzeugs (Bauarten)

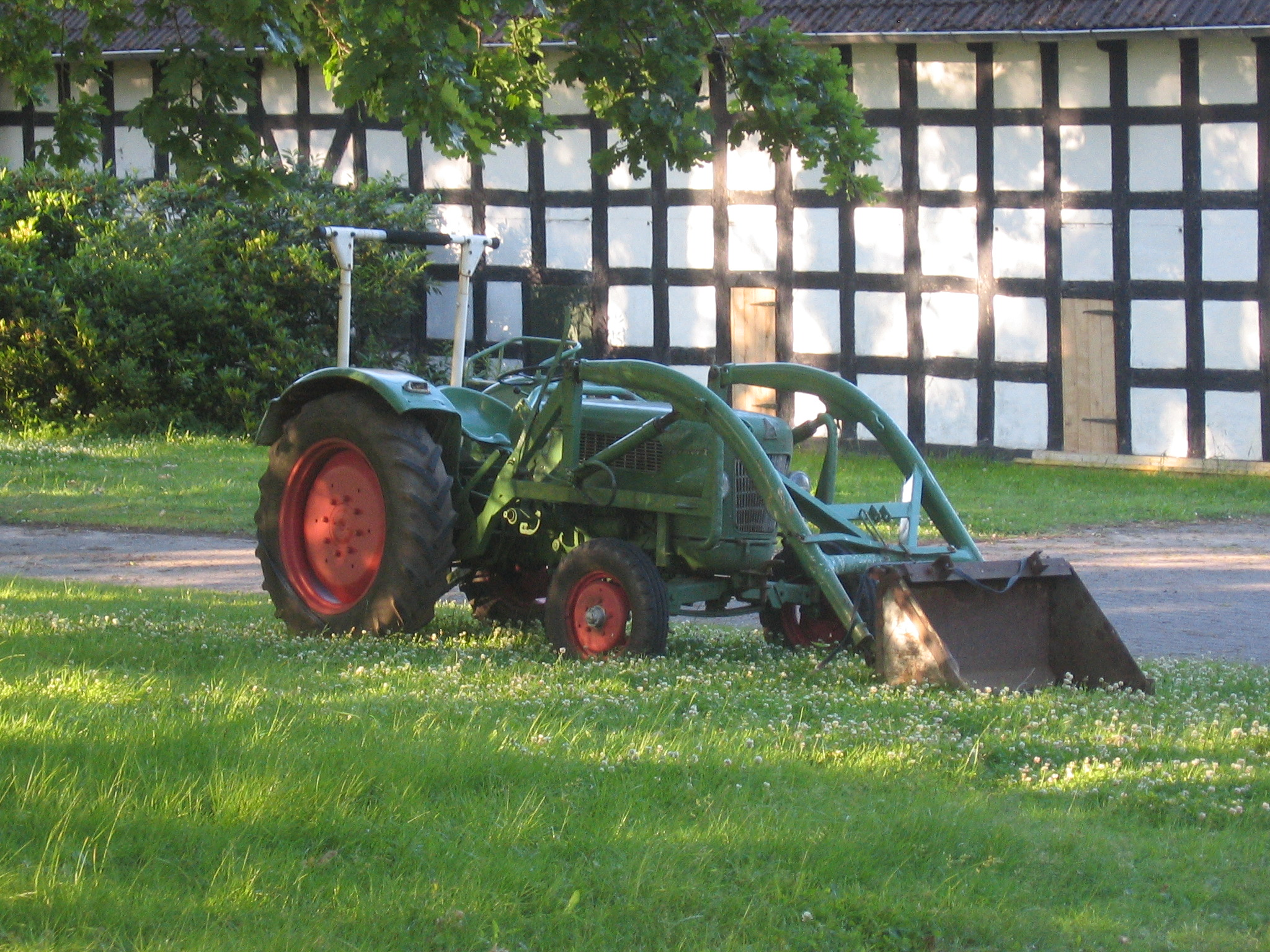
Klinklader – nur Hubfunktion und Ausklinken des Werkzeugs mittels Seilzug

Bei einfachen Frontladern (auch Klinkladern) werden die Frontladerwerkzeuge (z. B. Erdschaufel) durch das Öffnen einer Klinke mit Hilfe eines Elektromagneten oder eines Seilzugs vom Fahrzeug aus betätigt. Diese ermöglicht jedoch lediglich das Ausleeren der Schaufel, ein Schöpfen ist hingegen nicht möglich.

Bei so genannten Industriefrontladern steht ein weiteres Paar von dann doppelt wirkenden Zylindern zur hydraulischen Gerätebetätigung zur Verfügung. Diese neuere Bauform erlaubt es dem Fahrzeugführer, von der Kabine aus über die Hydraulik die Schaufel auszuleeren und wieder heranzuziehen. 

Kinematik eines Industriefrontladers ohne Parallelführung

Außerdem gibt es Varianten mit Eilgang zum schnellen Schütten. Hierbei wird durch ein spezielles Ventil das Öl aus der "Ankippkammer" des Hydraulikzylinders nicht wie üblich in den Hydrauliköltank verdrängt, sondern mit in die "Abkippkammer" geleitet.
Zusätzliche Hydraulikanschlüsse können für Werkzeugfunktionen (Greifen, Drehen, Schneiden …) oder für die Werkzeugverriegelung zur Verfügung stehen. Je nach Hersteller und Ausstattungsvariante sind bis zu vier weitere doppelt wirkende Steuergeräte verfügbar.

#### Parallelführung

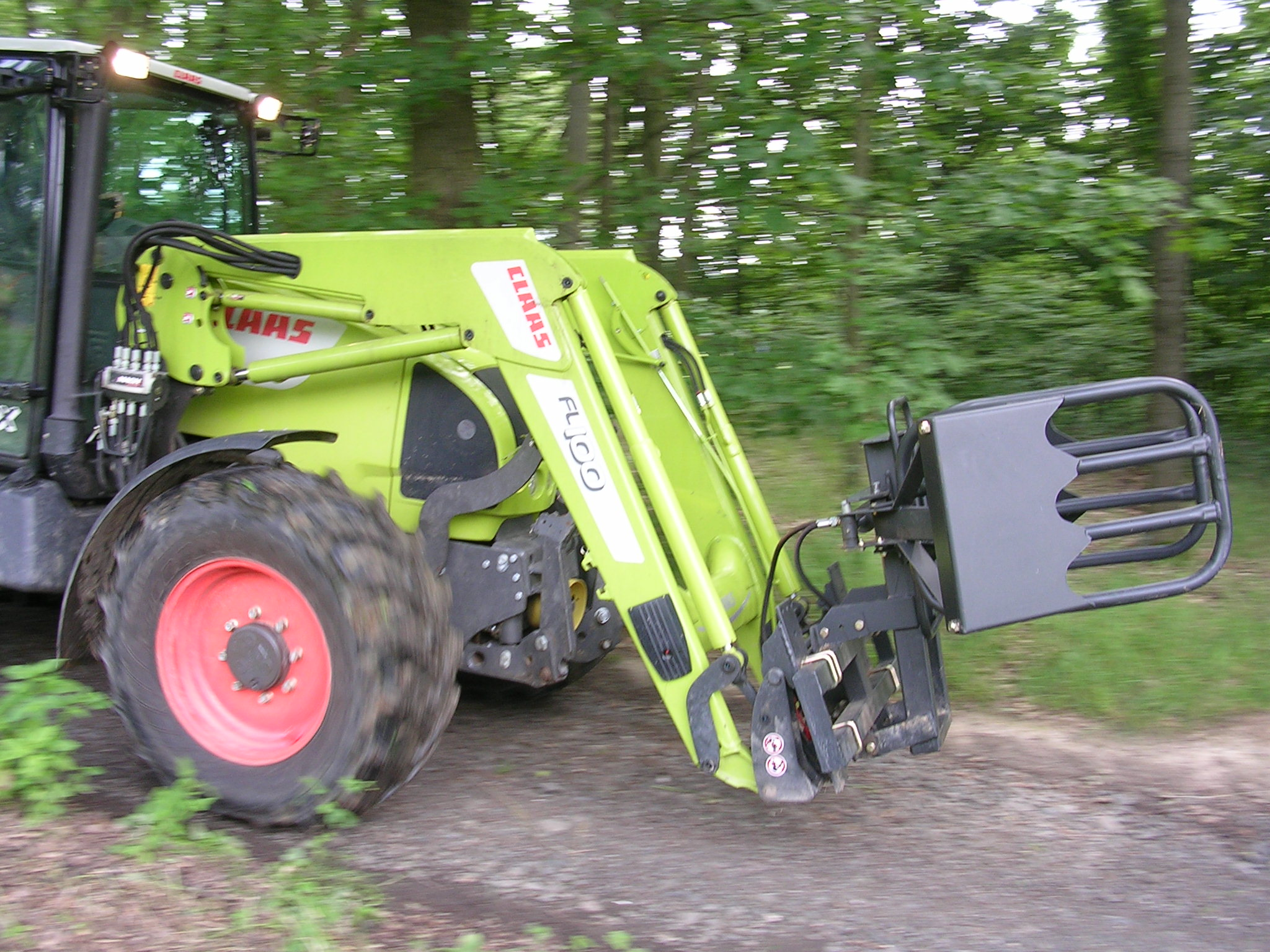
Industriefrontlader mit hydraulischer Parallelführung, Multikupplung, Euro Schnellwechselrahmen, Werkzeug: Ballenzange für Folienballen

Bei Frontladern mit einer Parallelführung ändert sich der Winkel zwischen Werkzeug und Boden während des Hebens kaum. Eine Parallelführung ermöglicht es, eine Palettengabel zu verwenden. Aufgrund der Drehbewegung der Schwinge würde die Palette ohne Parallelführung beim Anheben nach hinten kippen. Die Parallelführung gleicht dies aus, indem durch die Parallelogrammbewegung der Zusatzarme die Gabel entsprechend nach vorne oder nach hinten gedrückt wird. Sie kann mechanisch (Parallelogramm) oder hydraulisch erfolgen.

### Anbaugeräte/Werkzeuge
Standardwerkzeuge sind vor allem Mistgabeln, Schaufeln, Palettengabeln, Gabeln mit Schwerlastzinken (Rundballengabel) oder auch Rübenkörbe.
Bewegte Werkzeuge sind unter anderem eine Siloschneidzange, Kistendrehgeräte oder Greifwerkzeuge für Folienballen, Festmist, Rundholz oder ähnliches.

#### Werkzeugmontage

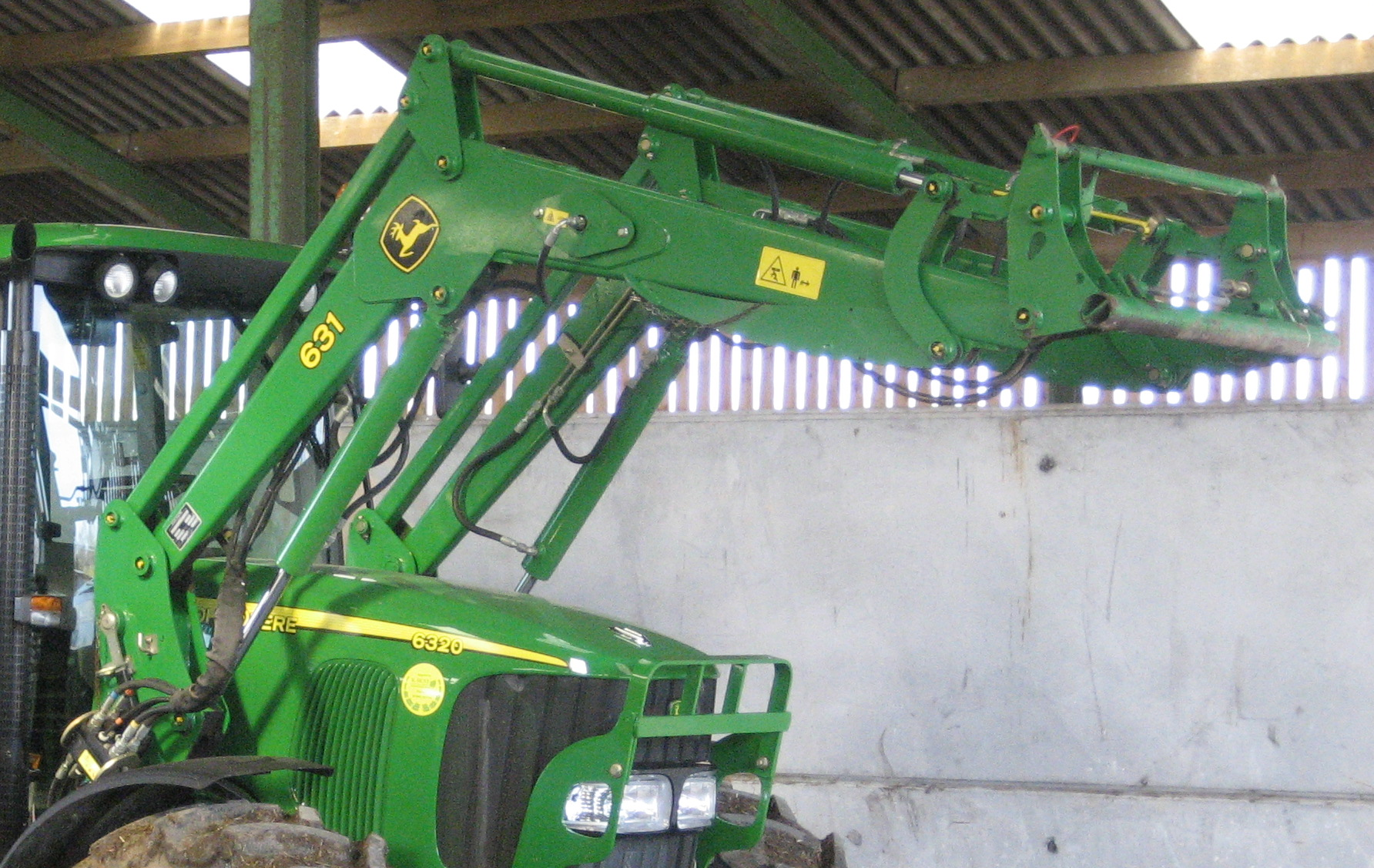
Industriefrontlader mit Parallelführung, Multikupplung und Euro-Schnellwechselrahmen

Industriefrontlader verfügen häufig über eine Werkzeugaufnahme (meist nach ISO 23206; genannt Euro-Schnellwechselrahmen oder Euro-Aufnahme), an der das Werkzeug mit zwei Haken und zwei Ösen befestigt wird. Die Montage der Kippzylinder am Werkzeug entfällt. In Kombination mit einer automatischen Werkzeugverriegelung kann der Fahrer das Werkzeug wechseln, ohne dabei vom Fahrzeug absteigen zu müssen.

## Anforderungen an den Traktor
Der Traktor muss über eine vom Fahrersitz aus steuerbare Hydraulikanlage verfügen. Dazu können die bordeigenen Steuergeräte (das sind Ventile, die den Ölfluss für die einzelnen Funktionen regeln) verwendet werden.
Soweit der Traktor nicht mit einer ausreichenden Zahl an hydraulischen Steuergeräten ausgestattet ist, müssen frontladereigene Steuerblöcke den Ölstrom entsprechend umleiten. Diese werden zumeist elektromagnetisch betrieben.
Der elektrische Anschluss erfordert eine 12-V-Stromversorgung, die über Druckschalter weitergeleitet wird.
Darüber hinaus muss der Traktor über eine sogenannte Anbaukonsole für den Frontlader verfügen. Diese besteht aus zwei Aufnahmen, die sich links und rechts vor der Kabine am Traktor befinden. Meist sind diese Konsolen so konzipiert, dass sich das Gewicht des ausgehobenen Laders möglichst weit über die gesamte Länge des Traktors verteilt. Moderne Konsolen sind so ausgelegt, dass der An- und Abbau des Laders nur wenige Minuten in Anspruch nimmt. Frontladerkonsolen sind heute noch nicht so genormt, dass verschiedene Typen montierbar wären.
Während früher jeder Hydraulikkreis zwischen Traktor und Frontlader einzeln gekoppelt werden musste, wird dies bei modernen Schleppern mit einer Multikupplung kompakt über alle Hydraulikkreise gleichzeitig ermöglicht.
Im Allgemeinen ist anzumerken, dass Frontlader die Vorderachse des Traktors bei intensivem Einsatz zum Teil erheblich belasten.

## Sonderbauform: Hecklader

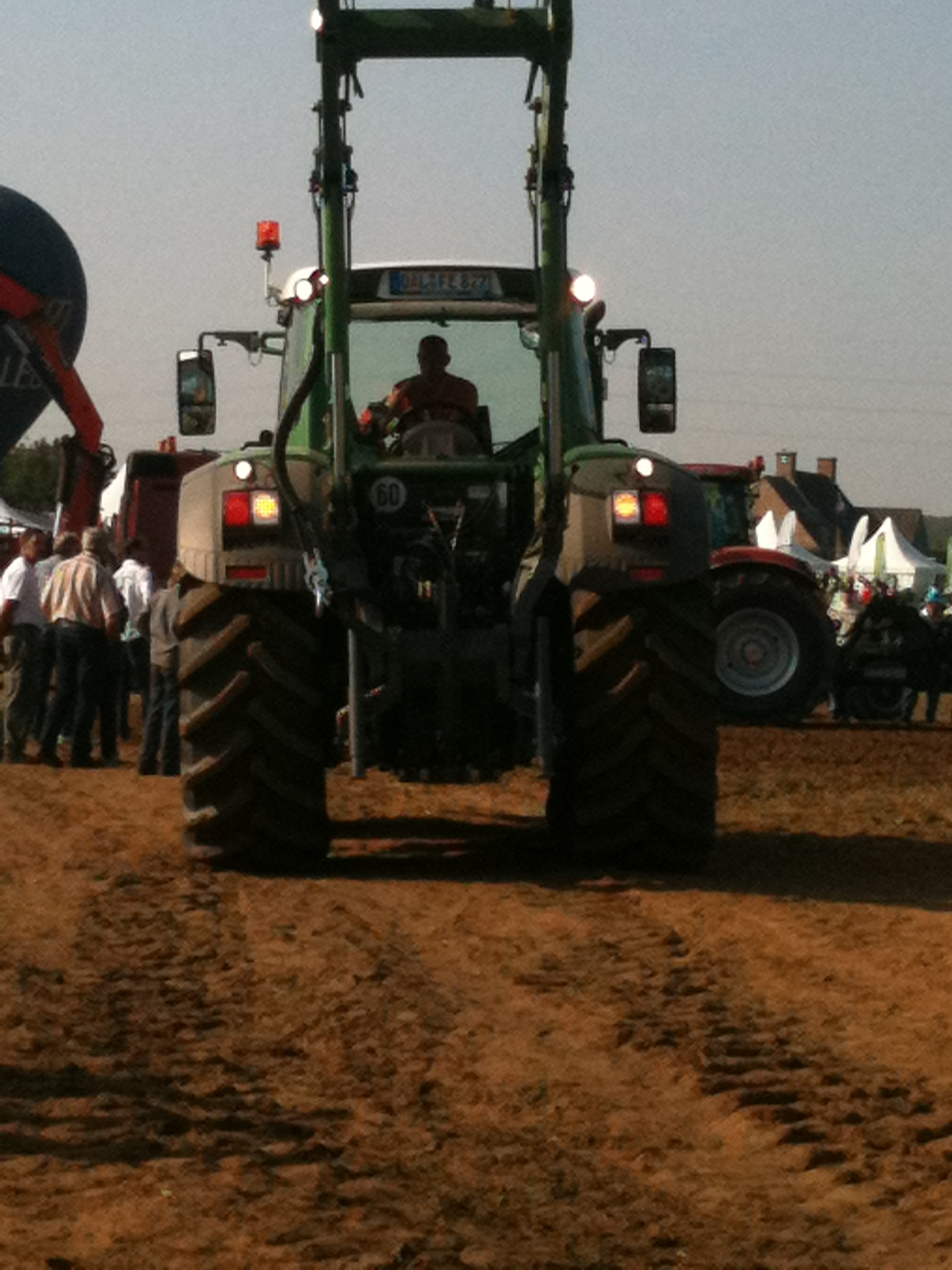
Hecklader in Form eines im Heck montierten Frontladers

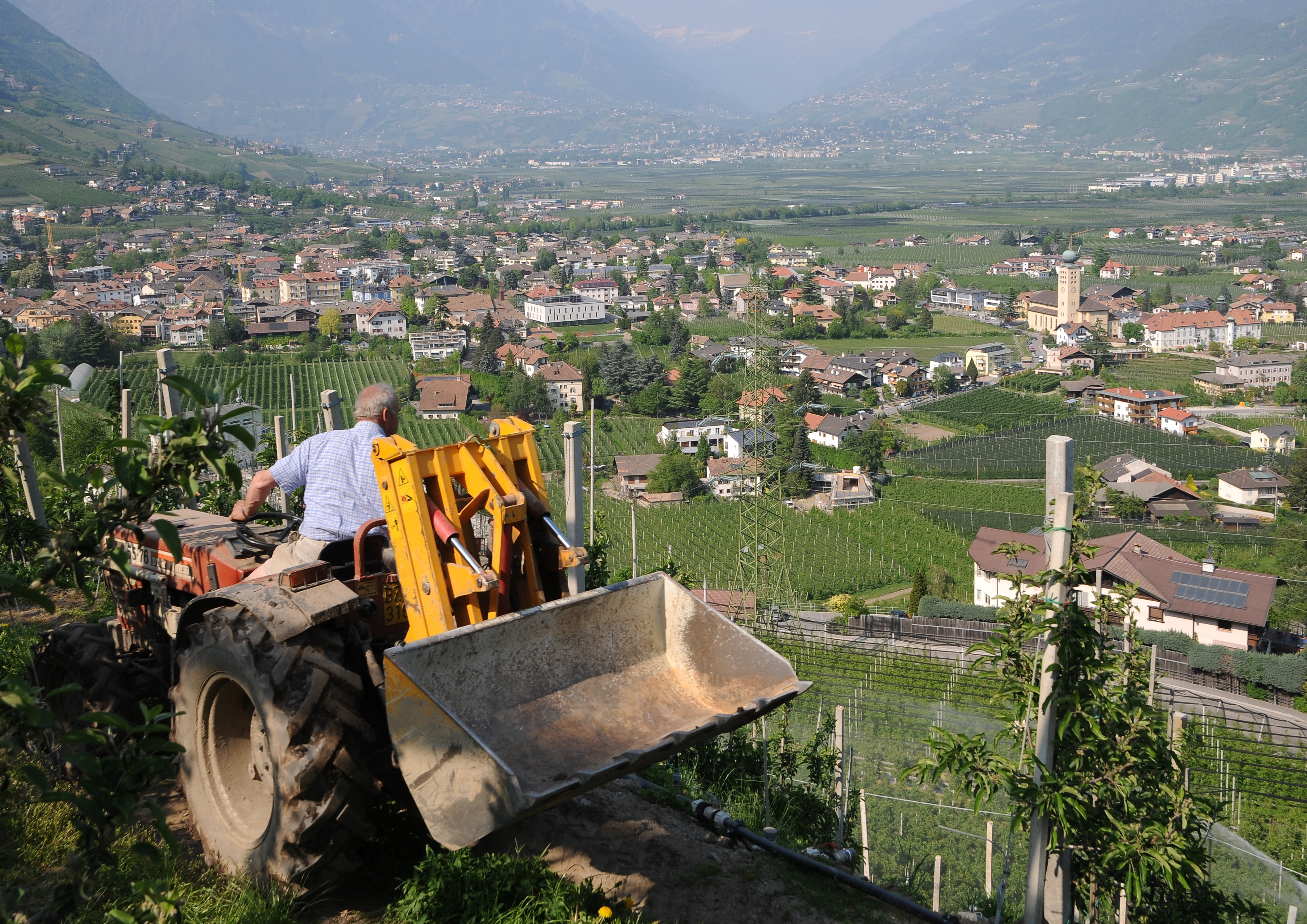
Hecklader in spezieller Bauform

Alternativ zum konventionellen Anbau vorn lässt sich ein handelsüblicher Frontlader auch im Heck von Traktoren anbauen. Hierzu werden spezielle Anbaukonsolen im Heck benötigt. Dies bietet sich insbesondere bei Systemschleppern mit einem Anbauraum über der Hinterachse an. Hier kann der Lader über der Hinterachse montiert werden, sodass sich das Ladewerkzeug nah am Fahrzeug befindet. Bei den Traktorbauarten ohne diesen zusätzlichen Anbauraum ist es lediglich möglich den Lader im hinteren Anbauraum zu montieren, was zur Folge hat, dass der Lader weit nach hinten übersteht. Eine Rückfahreinrichtung ist für einen ergonomischen und sicheren Heckladerbetrieb zwingend erforderlich, was ihn für den Anbau an den meisten Traktoren disqualifiziert.
Der Hecklader bietet verschiedene Vorteile gegenüber dem Anbau vorn:
- Bessere Sicht auf das Werkzeug
Hinten behindert keine Motorhaube die Sicht.
- Geringerer Wendekreis und bessere Werkzeugführung bei Kurvenfahrt[1]
- Höhere Verkehrssicherheit und keine Einschränkungen bezüglich des maximal zulässigen Vorbaumaßes
Der Hecklader schränkt bei Straßenfahrt die Sicht des Fahrers nicht ein und ragt nicht nach vorn über den Traktor hinaus.
- Geringerer Ballastierungsbedarf beim Tracschlepper
Beim Tracschlepper lastet der Großteil des Leergewichts auf der Vorderachse und dient somit beim Hecklader als Gegengewicht. Entsprechend ist bei dieser Systemschlepper-Bauart der Hecklader besonders attraktiv.
- Nutzlast lastet auf den Hinterrädern und der Hinterachse
Dies ist insbesondere bei Traktoren ohne Allrad von Vorteil. Auch bei Standardschleppern mit Allrad bietet es Vorteile, wenn die Last auf der Hinterachse und den großen Hinterrädern lastet. Die Hinterachse und die Hinterräder sind in der Regel für höhere Nutzlasten gebaut, als die Vorderachse.[2] Außerdem ist es für die Bodenhaftung bzw. Zugkraftübertragung und das Lenken von Vorteil, wenn die großen Hinterräder belastet und die kleinen Vorderräder entlastet werden und nicht umgekehrt.

Nachteile des Heckladers:
- Je nach Anbau blockiert der Hecklader den hinteren Anbauraum des Traktors
Ist dies der Fall sind gängige Kombinationen wie Traktor mit Frontlader und Miststreuer (der Frontlader wird mitgeführt um den Miststreuer zu beladen) nicht möglich.
- Beim Anbau über der Hinterachse eines Tracschleppers blockieren die fest montierten Anbaukonsolen des Heckladers permanent den Anbauraum über der Hinterachse.
- Zusätzlicher Ballastierungsbedarf beim Standardschlepper
Beim Standardschlepper lastet der Großteil des Leergewichts auf der Hinterachse, somit in das Gewicht, dass als Gegengewicht zur Nutzlast am Hecklader dient relativ gering und eine Ballastierung in der Front ist häufig notwendig.[3]

Neben dem Hecklader in Form eines im Heck montierten Frontladers gibt es auch spezielle Hecklader, die in ihrer Bauform vom handelsüblichen Frontlader abweichen und für den Heckanbau optimiert sind. Diese stehen, im Vergleich zu Frontladern im Heckanbauraum, nicht so weit über, erreichen jedoch bei weitem nicht die Hubhöhen von vergleichbaren Frontladern und sind von der Kinematik für viele Aufgaben nachteilig, da sich der Drehpunkt des Hubarms sehr nah am Werkzeug befindet. Durch den je nach Modell relativ niedrigen Preis im Vergleich zu Frontladern, sind sie für gelegentliche Arbeiten sowie die Hobby- und Nebenerwerbslandwirtschaft von Interesse. Ein weiterer Vorteil ist, dass sie in kurzer Zeit ohne spezielle Anbaukonsole an jeden Traktor mit Dreipunkt-Kraftheber montiert werden können.

### Abgrenzung
Vom Prinzip ähneln diese Hecklader dem Heckbagger sowie dem Heckstapler. Diese Geräte unterscheide sich jedoch in ihrem Konzept:
| Gerät       | Prinzip      | Arbeitsrichtung        | Hubbewegung           | Aufnahme der Ladung                    |
| ----------- | ------------ | ---------------------- | --------------------- | -------------------------------------- |
| Hecklader   | Radlader     | vom Trägerfahrzeug weg | Kurvenförmig          | Durch Einfahren in die Ladung          |
| Heckbagger  | Bagger       | zum Trägerfahrzeug hin | Kurvenförmig          | Im Stand durch Bewegung des Baggerarms |
| Heckstapler | Gabelstapler | vom Trägerfahrzeug weg | Geradlinig, senkrecht | Durch Einfahren in die Ladung          |